# للا عایشه
پرنسس لاله عایشه مراکش (انگلیسی: Princess Lalla Aicha of Morocco؛ ۱۷ ژوئن ۱۹۳۰ – ۴ سپتامبر ۲۰۱۱) یک دیپلمات اهل مراکش بود.